# Sérvio Cornélio Merenda
Sérvio Cornélio Merenda (em latim: Servius Cornelius Merenda) foi um político da gente Cornélia da República Romana, eleito cônsul em 274 a.C. com Mânio Cúrio Dentato.

## Legado (275 a.C.)
Em 275 a.C., Sérvio Cornélio foi um legado militar de seu parente Lúcio Cornélio Lêntulo Caudino e, depois de conquistar uma cidade de Sâmnio, foi recompensado com uma coroa de ouro pesando cinco libras.

## Consulado (274 a.C.)
Foi eleito em 274 a.C. eleito com Mânio Cúrio Dentato, que já havia sido cônsul no ano anterior, e conduziu a guerra contra os samnitas e lucanos.